# هتل ویستریا
هتل ویستریا (به انگلیسی: Wisteria Hotel) یک هتل ۵ ستاره لوکس است که در خیابان دربند تهران در ایران قرار دارد. این هتل با همکاری برندهای ایرانی و کانادایی ساخته شده‌است و ساخت آن ۲ سال و نیم طول کشید. این هتل با مشارکت بانک گردشگری و با استفاده از منابع مالی صندوق توسعه ملی ایران، به مساحت ۱۵ هزارمتر مربع بنا و با ظرفیت ۱۰۰ اتاق در ۲۰ طبقه ساخته شده‌است. شهردار منطقه یک تهران نیز در آیین پیش‌افتتاح هتل حضور داشت و جشن آغاز به کار هتل ویستریا با حضور بیش از ۵۰۰ هتلدار ایرانی و مسئول مراکز اقامتی ایران برگزار شد.

## ساختمان و ویژگی‌ها
هتل ویستریا در ۸ طبقه منفی و ۱۲ طبقه مثبت ساخته شده‌است و دارای ۱۰۰ اتاق و سوئیت کامل است. این هتل دارای پارکینگ نیز است که برای میهمانان رایگان است. هتل ویستریا در بخش‌های شمال شهر تهران قرار گرفته‌است و چشم‌انداز طبیعی و شهری ویژه‌ای را ارائه می‌کند. برخی جاذبه‌های گردشگری تاریخی شهر تهران در ۵ کیلومتری و مراکز خرید بزرگ شهر نیز در ۷ کیلومتری این هتل قرار گرفته‌اند.
هتل دارای سالن همایش و تالار عروسی است و یک رستوران کامل دارد. در کنار آن، رستوران روف گاردن و کافی شاپ نیز در هتل وجود دارد. توریستی بودن منطقه ساختمان و حضور گردشگران خارجی در این منطقه، باعث شد هتل در مکان فعلی ساخته شود.

### تفریحی
هتل یک مجموعه ورزشی آبی نیز دارد که در طبقه منفی ۶ قرار دارد. از دیگر ویژگی‌های هتل می‌توان به دارا بودن سالن بدنسازی، استخر، حمام ترکی، اسپا، سونا خشک، سونا بخار و جکوزی اشاره کرد.

##### مدیریت هتل
محمد مهدی شیخ الاسلام ، متولد 1363 و از کارآفرینان موفق ایران در حوزه کشاورزی، صادرات پسته و زعفران، دامداری و ساحتمان سازی می باشد. همچنین مالک چندین شرکت ساختمان سازی موفق و هتل پنح ستاره ویستریا تهران می باشد.

### کارکنان
همگی کارکنان هتل مسلط به زبان انگلیسی و فارسی هستند.